# Nuca
O termo nuca se refere à parte de trás do pescoço de diversos animais. Anatomicamente, nos seres humanos, refere-se à região inferoposterior da cabeça que corresponde à vértebra cervical chamada de atlas.